# Organizacja ucząca się
Organizacja ucząca się (ang. Learning organization) – określenie zaproponowane przez Petera Senge w książce "Piąta Dyscyplina" oznaczające organizację zdolną do uczenia się, adaptującą się do zmiennych warunków funkcjonowania. Stan ten osiąga poprzez otwartość pracowników na nowe idee i trendy oraz stałe doskonalenie się pracowników. Organizacja inicjuje i wspiera te działania i sama ciągle się przekształca.
Cechy organizacji uczącej się:
- Myślenie systemowe (widzenie procesów i ich wzajemnych relacji a nie odrębnych zdarzeń)
- Modele myślowe (założenia, uogólnienia, analizowanie)
- Wspólna wizja
- Zespołowe uczenie się
- Mistrzostwo osobiste

Ważne jest pozyskiwanie informacji na temat popełnianych błędów i wskazówek, w jaki sposób należy te błędy skorygować.